# مسرح الدراما الأكاديمية في باشكورستان
المسرح الوطني الأكاديمي للدراما في باشكورستان "مسرح مجيد غافوري" (بالبشكيرية: Мәжит Ғафури исемендәге Башҡорт дәүләт академия драма театры) مسرح درامي في مدينة أوفا سُمي على اسم شاعر باشكورستان مجيد غافوري.

## تاريخ المسرح
تم إنشاء المسرح رسمياً في الرابع من اكتوبر 1919 في مدينة ستارليتماك كأول مسرح في ولاية باشكورستان وقد كان أول مخرج يعمل في هذا المسرح مورتازن ايمنسكي.
لعد تعرض المسرح لحريق في عام 2000 حصل على مظهر جديد من خلال الصيانة، وقد أبدى رئيس جمهورية باشكورستان حينها مرتضى جوبايدولوفيتش رخيموف اهتماماً كبيراً وفي عام 2001 وقع على مرسوم جعل مسرح باشكورستان يحمل اسم الشاعر مجيد غافوري.
في شهر سبتمبر من العام 2019 افتتح المسرح الموسم المسرحي بالذكرى المئوية لتأسيسه

## المسرح الحديث
يقع المبنى الحديث للمسرح في موقع كاتدرائية القيامة التي تمت ازالتها في عام 1932، وقد صُنف المسرح كنصب معماري.

### المعايير التقنية
- الخشبة الرئيسية

عدد المقاعد في المسرح - 620 مقعد
عرض الخشبة - 22.0 م
عمق الخشبة - 17.0 م
ارتفاع الخشبة- 20.0 م
- المقاعد

عمق الصالة (صالة الجمهور)- 6.3 م
- دائرة

قطر الدائرة - 9.0 م
- حجرة الأوركسترا

عرض حجرة الأوركسترا - 3.2 م
الطول على امتداد محور المسرح - 11.0 م
عمق حجرة الأوركسترا - 2.1 م

## أشهر الممثلين
- بيدر يوسوبوفا (1901-1969) - أول ممثلة محترفة من باشكورستان، فنان مشرف من الاتحاد الروسي
- أرسلان موبارياكوف (1908-1977) - فنان الشعب في اتحاد الجمهوريات الاشتراكية السوفياتية
- خسين كوداشيف (1913-1986) - فنان الشعب في اتحاد الجمهوريات الاشتراكية السوفياتية
- زيتونة بيكبولاتوفا (1908-1992) - فنان الشعب في اتحاد الجمهوريات الاشتراكية السوفياتية
- جابادولا جيلياجيف (1930-1997) - فنان فخري من الاتحاد الروسي
- جولي موبارياكوفا (1936-1919) - فنان الشعب في اتحاد الجمهوريات الاشتراكية السوفياتية
- أوليغ خانوف (1951) - حائز على جائزة الدولة للاتحاد الروسي في مجال الأدب والفن (1995)
- نورية إيرساييفا (1942) - فنانة شعبية في الاتحاد الروسي